# ریچ کلی
ریچ کلی (انگلیسی: Rich Kelley؛ زاده ۲۳ مارس ۱۹۵۳) یک ورزشکار اهل ایالات متحده آمریکا است.